# تورا (کنتاکی)
تورا (به انگلیسی: Toria) یک منطقهٔ مسکونی در ایالات متحده آمریکا است که در شهرستان ادیر، کنتاکی واقع شده‌است. تورا ۳۱۷٫۰ متر بالاتر از سطح دریا قرار دارد.